# Alagoas
Alagoas és un petit estat del Brasil situat a la Regió Nord-est, entre els estats de Pernambuco i Sergipe. El límit sud d'Alagoas està definit pel Riu São Francisco.
Alagoas té una superfície de 27.933 km² (similar a la d'Albània) i una població aproximada de 3.015.912 habitants (2005). La seva capital és Maceió.

## Història
La costa de l'actual estat d'Alagoas, coneguda des de les primeres expedicions portugueses, des d'aviat va ser visitada també per embarcacions d'altres nacionalitats per al comerç de pal-brasil (Caesalpinia echinata). Quan la institució del sistema de Capitanias (terres donades per la Corona Portuguesa a particulars per a explotació) hereditàries (1534), la regió integrava la Capitania de Pernambuco, i la seva ocupació es remunta a la fundació del poble de Penedo (1545), als marges del riu São Francisco, per Duarte Coelho, qui va incentivar el cultiu i la instal·lació de molins de canya en la regió.
Al començament del segle xvii, a més de l'agricultura de canya de sucre, la regió d'Alagoas era important productora regional de farina de tapioca, tabac i peix sec, i també de ramaderia per a la producció de carn i cuir, consumits en la Capitania de Pernambuco. Durant la invasió holandesa (1630-1654), el seu litoral va ser escenari de violents combats, mentre que en els turons del seu interior, es van multiplicar els quilombos, amb els africans que fugien de les plantacions de canya en Pernambuco i Bahia. El Quilombo dels Palmares va ser el més famós, durant lo segle xvii, i va tenir més de vint mil habitants.
Alagoas va fer part de la Capitanía de Pernambuco fins a 1817, any en què va ser desmembrada. Amb la independència del Brasil en 1822, es va fer província de l'Imperi. Amb la proclamació de la república en 1889, es va fer estat.

## Geografia

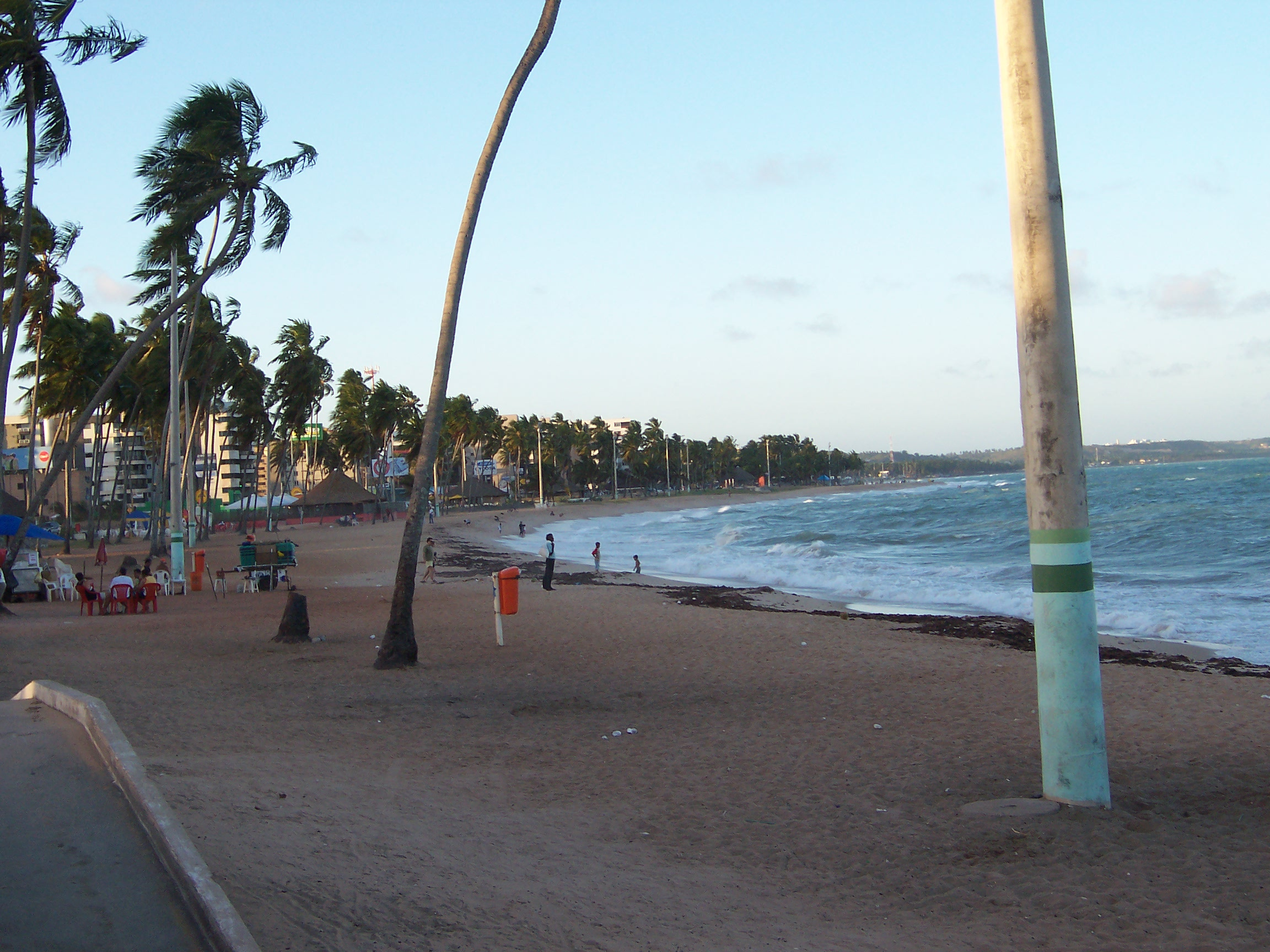
Platja em Maceió, amb cocoters.

El relleu és modest, en general per sota dels 300 m. Plana costanera, altiplà al nord i depressió al centre. El punt més elevat està a la serra de Santa Cruz (844 m).
El rius principals són: São Francisco, Mundaú i Paraíba do Meio.
La vegetació es caracteritza per selva tropical, manglars costaners i caatinga a l'interior. Amb belles plantacions de cocoters al llarg de tot el litoral i boscos tropicals en l'anomenada zona da mata en la costa.
Predomina el clima tropical humit al litoral, amb sol a l'estiu i temporals a l'hivern. A l'oest de l'estat, el clima és semiàrid.

## Demografia
La població blanca de l'estat és descendent principalment de portuguesos. Els mulats són de la barreja entre negres, indis i blancs. Els indis no van aparèixer a la investigació, encara que hi hagi presència indígena a l'interior de l'estat. Els autodeclarats negres són el més petit grup ètnic. Actualment, un expressiu nombre d'estrangers, principalment d'Itàlia, Portugal, Espanya i Anglaterra, ha buscat residència a Alagoas, establint-se principalment a la regió litoral, atrets per les belleses naturals.
| Color/Raça | Percentatge |
| ---------- | ----------- |
| Blancs     | 36%         |
| Negres     | 3%          |
| Mulats     | 59%         |

### Pobles Indígenes
- Aconã
- Carapotós
- Cariris-xocós
- Caruazus
- Catokinn
- Jeripancó
- Kalankó
- Koiupanká
- Tingui-botós
- Uassu-cocal
- Xucurus-cariris

## Economia

### Agricultura
Entre els principals productes agrícoles conreats a l'Estat es troben l'abacaxi, el coco, la canya/canya-de-sucre, el feijão, el tabac, la mandioca, l'arròs i el milho.

### Ramaderia
A la Ramaderia, en destaquen les cries d'equins, bovins, bubalinos, caprins, ovins i suínos.

### Extracció
Existeixen també a l'Estat, reserves minerals de sal gemma, gas natural, a més del petroli ja esmentat.

### Indústria
L'activitat industrial té com sub-sectors predominants el químic, la producció de sucre i alcohol, de ciment i el processament d'aliments.

### Turisme
Els últims anys, el turisme ha crescut, a les platges amb l'arribada de brasilers i també d'estrangers, gràcies a millores a l'aeroport de Maceió i a la infraestructura hotelera. El litoral nord, especialment Maragogi i Japaratinga ha rebut els últims anys grans inversions de resorts.
Els destins més buscats actualment són: Maragogi, Japaratinga, Paripueira, Maceió i Penedo.